# Vince Russo
Vincent Michael Russo' (født 24. januar 1961) er en amerikansk forfatter, kendt fra amerikansk wrestling. Han arbejder på nuværende tidspunkt som forfatter for Total Nonstop Action Wrestling.

## Kritik
Vince Russo er ofte blevet udsat for kritik af wrestling fans. Konservative wrestling fans finder ofte hans storylines smagsløse og groteske, og han er blevet kritiseret for at forvandle wrestling fra et "sobert familieshow" til endnu en del af "trash tv" fænomenet fra 1990'erne. Da Vince Russo fik frie tøjler til at booke World Wrestling Federation, blev programmet meget mere sexfikseret og voldeligt. Dog var denne stil med til at give WWF sejren over World Championship Wrestling i seertallene. Russo tilsluttede sig da konkurrenten WCW, men her var han knapt så succesfuld. Der var i WCW intet filter til at sortere hans dårlige ideer fra, og det gjorde at Vince Russo bookede sig selv som hovedperson på WCW tv, og endda gav sig selv WCW World Heavyweight titlen. Russo bookede også en række andre mærkelige og smagsløse ting i WCW, som f.eks. at give skuespilleren David Arquette WCW titlen, starte storylines uden at afslutte dem, og fylde shows med sketcher og komiske indslag, i stedet for wrestling. WCW lukkede knapt 1½ år efter Russo blev hyret hos firmaet.